# Patrick Volz
Patrick Volz (* 4. Juni 1999) ist ein deutscher Handballspieler.

## Karriere
Volz spielte in der Jugend der HSG Konstanz und durchlief dort alle Altersstufen. Nach der Jugend spielte er mit der 2. Mannschaft in der 3. Liga. Ab der Saison 2020/21 stand er auch regelmäßig mit der 1. Mannschaft in der 2. Bundesliga auf dem Spielfeld. Im Sommer 2021 wechselte er in die 2. Mannschaft des HBW Balingen-Weilstetten. Aufgrund von Verletzungen in der 1. Mannschaft lief er vom ersten Spieltag an in der 1. Bundesliga auf. Im Januar 2022 wurde verkündet, dass er ab der nächsten Saison fest im Kader der 1. Mannschaft stehen werde. 2022 stieg er mit Balingen in die 2. Bundesliga ab und in der folgenden Saison direkt als Meister der 2. Liga wieder auf. Zur Saison 2024/25 unterschrieb er einen Vertrag bis 2028 bei der SG Flensburg-Handewitt, wurde aber zunächst an deren dänischen Kooperationspartner SønderjyskE Håndbold ausgeliehen.